# Campeonato Asiático de Marcha Atlética
O Campeonato Asiático de Marcha Atlética (em inglês: Asian Race Walking Championships) é uma competição anual de marcha atlética para atletas que representam países da Ásia, organizado pela Associação Asiática de Atletismo (AAA). Foi estabelecido em 2006 e apresentou corrida masculina (20 km e 50 km) e feminina (20 km). Após o evento inaugural de 2006 em Wajima Japão, a competição foi dividida em duas etapas (20 km) homens e mulheres na cidade de Nomi, Ishikawa, e um mês depois a corrida de (50 km) para homens na cidade de Wajima, Ishikawa. A partir de 2009 foi realizado somente corridas de (20 km) para homens e mulheres. 

## Edições
| Edição | Ano  | Cidade                                                    | País  | Datas                  |
| ------ | ---- | --------------------------------------------------------- | ----- | ---------------------- |
| I      | 2006 | Wajima, Ishikawa                                          | Japão | 16 de abril            |
| II     | 2007 | Nomi, (Neagari), Ishikawa (20 km)Wajima, Ishikawa (50 km) | Japão | 25 de março15 de abril |
| III    | 2008 | Nomi, (Neagari), Ishikawa (20 km)Wajima, Ishikawa (50 km) | Japão | 16 de março13 de abril |
| IV     | 2009 | Nomi (20 km)                                              | Japão | 15 de março            |
| V      | 2010 | Nomi (20 km)                                              | Japão | 14 de março            |
| VI     | 2011 | Nomi (20 km)                                              | Japão | 13 de março            |
| VII    | 2012 | Nomi (20 km)                                              | Japão | 12 de março            |
| VIII   | 2013 | Nomi (20 km)                                              | Japão | 10 de março            |
| IX     | 2014 | Nomi (20 km)                                              | Japão | 16 de março            |
| X      | 2015 | Nomi (20 km)                                              | Japão | 15 de março            |
| XI     | 2016 | Nomi (20 km)                                              | Japão | 20 de março            |
| XII    | 2017 | Nomi (20 km)                                              | Japão | 19 de março            |
| XIII   | 2018 | Nomi (20 km)                                              | Japão | 18 de março            |

## Medalhistas

### Masculino
20 km
| Ano  | Ouro                       | Ouro    | Prata                      | Prata   | Bronze                       | Bronze  |
| ---- | -------------------------- | ------- | -------------------------- | ------- | ---------------------------- | ------- |
| 2006 | Xu Xingde China            | 1:22:17 | Kōichirō Morioka Japão     | 1:24:44 | Rustam Kuvatov Cazaquistão   | 1:25:08 |
| 2007 | Takayuki Tanii Japão       | 1:21:09 | Kōichirō Morioka Japão     | 1:21:30 | Akihiro Sugimoto Japão       | 1:23:17 |
| 2008 | Kōichirō Morioka Japão     | 1:21:55 | Ronglong Zhang China       | 1:23:32 | Rustam Kuvatov Cazaquistão   | 1:24:01 |
| 2009 | Li Jianbo China            | 1:20:38 | Yu Wei China               | 1:20:41 | Park Chil-sung Coreia do Sul | 1:20:45 |
| 2010 | Yusuke Suzuki Japão        | 1:20:06 | Isamu Fujisawa Japão       | 1:20:12 | Byun Young-jun Coreia do Sul | 1:22:07 |
| 2011 | Kim Hyun-sub Coreia do Sul | 1:19:31 | Wang Gang China            | 1:22:18 | Yusuke Yachi Japão           | 1:22:27 |
| 2012 | Zhu Chundong China         | 1:21:22 | Gurmeet Singh Índia        | 1:21:31 | Byun Young-jun Coreia do Sul | 1:21:42 |
| 2013 | Yusuke Suzuki Japão        | 1:18:34 | Li Tianlei China           | 1:21:28 | Gurmeet Singh Índia          | 1:21:38 |
| 2014 | Kim Hyun-sub Coreia do Sul | 1:19:24 | Yusuke Suzuki Japão        | 1:21:01 | Gurmeet Singh Índia          | 1:21:30 |
| 2015 | Yusuke Suzuki Japão        | 1:16:36 | Isamu Fujisawa Japão       | 1:19:08 | Daisuke Matsunaga Japão      | 1:19:08 |
| 2016 | Gurmeet Singh Índia        | 1:20:29 | Isamu Fujisawa Japão       | 1:20:49 | Georgiy Sheiko Cazaquistão   | 1:21:52 |
| 2017 | Kim Hyun-sub Coreia do Sul | 1:19:50 | Georgiy Sheiko Cazaquistão | 1:20:47 | Irfan Kolothum Thodi Índia   | 1:20:59 |
| 2018 | Daisuke Matsunaga Japão    | 1:20:55 | Fumitaka Oikawa Japão      | 1:21:32 | Kim Hyun-sub Coreia do Sul   | 1:21:52 |

50 km
| Ano  | Ouro                  | Ouro    | Prata                | Prata   | Bronze              | Bronze  |
| ---- | --------------------- | ------- | -------------------- | ------- | ------------------- | ------- |
| 2006 | Zhao Jianguo China    | 3:41:10 | Li Jianbo China      | 3:43:02 | Yuki Yamazaki Japão | 3:43:38 |
| 2007 | Zhao Chengliang China | 3:44:26 | Yuki Yamazaki Japão  | 3:47:40 | Li Jianbo China     | 3:53:24 |
| 2008 | Yuki Yamazaki Japão   | 3:41:55 | Takayuki Tanii Japão | 3:49:33 | Yusuke Yachi Japão  | 3:52:37 |

### Feminino
20 km
| Ano  | Ouro                          | Ouro    | Prata                          | Prata   | Bronze                       | Bronze  |
| ---- | ----------------------------- | ------- | ------------------------------ | ------- | ---------------------------- | ------- |
| 2006 | Svetlana Tolstaya Cazaquistão | 1:30:22 | Sha Yang China                 | 1:31:09 | Lihua Sun China              | 1:31:30 |
| 2007 | Mayumi Kawasaki Japão         | 1:28:57 | Sachiko Konishi Japão          | 1:33:05 | Kim Mi-jung Coreia do Sul    | 1:34:54 |
| 2008 | Mayumi Kawasaki Japão         | 1:31:   | Sha Yang China                 | 1:32:23 | Masumi Fuchise Japão         | 1:32:37 |
| 2009 | Masumi Fuchise Japão          | 1:30:49 | Kumi Otoshi Japão              | 1:31:42 | Yanfei Li China              | 1:32:16 |
| 2010 | Masumi Fuchise Japão          | 1:29:35 | Kumi Otoshi Japão              | 1:30:36 | Chiaki Asada Japão           | 1:32:27 |
| 2011 | Kumi Otoshi Japão             | 1:30:44 | Masumi Fuchise Japão           | 1:31:52 | Chiaki Asada Japão           | 1:34:01 |
| 2012 | Huiqin Ding China             | 1:30:14 | Masumi Fuchise Japão           | 1:30:36 | Mayumi Kawasaki Japão        | 1:30:51 |
| 2013 | Kumi Otoshi Japão             | 1:33:49 | Nguyễn Thị Thanh Phúc Vietname | 1:35:26 | Jeon Yeong-eun Coreia do Sul | 1:35:49 |
| 2014 | Zhou Tongmei China            | 1:31:58 | Rei Inoue Japão                | 1:32:56 | Khushbir Kaur Índia          | 1:33:37 |
| 2015 | Yongbo Hou China              | 1:29:25 | Kumiko Okada Japão             | 1:29:46 | Jeon Yeong-eun Coreia do Sul | 1:30:35 |
| 2016 | Rui Liang China               | 1:28:43 | Kumiko Okada Japão             | 1:30:03 | Lee Jeong-eun Coreia do Sul  | 1:33:57 |
| 2017 | Wang Na China                 | 1:30:51 | Kumiko Okada Japão             | 1:33:21 | Yeongeun Jeon Coreia do Sul  | 1:34:35 |
| 2018 | Duan Dandan China             | 1:35:12 | Ravina Índia                   | 1:35:35 | Yuki Yoshizumi Japão         | 1:35:52 |

## Quadro geral de medalhas
Até a edição de 2018
| Ordem | País          | Medalha de ouro | Medalha de prata | Medalha de bronze | Total |
| ----- | ------------- | --------------- | ---------------- | ----------------- | ----- |
| 1     | Japão         | 13              | 18               | 10                | 41    |
| 2     | China         | 11              | 7                | 3                 | 21    |
| 3     | Coreia do Sul | 3               | 0                | 9                 | 12    |
| 4     | Índia         | 1               | 2                | 4                 | 7     |
| 5     | Cazaquistão   | 1               | 1                | 3                 | 5     |
| 6     | Vietname      | 0               | 1                | 0                 | 1     |
| Total | Total         | 29              | 29               | 29                | 87    |